# Kostel svatého Josefa (Brno)
Kostel svatého Josefa je původně římskokatolický klášterní kostel, součást kláštera františkánek, později voršilek. Nachází se v Josefské ulici v brněnské městské části Brno-střed. V roce 2009 byl dán k užívání řeckokatolické církvi.

## Historie
Historie kostela sv. Josefa, který je spjat s terciářkami františkánského řádu, začala nedlouho po švédském obléhání Brna roku 1643. Původní raně barokní klášter s kostelem, tehdy ještě umístěný mimo městské hradby, musel být ze strategických důvodů zbořen. Jako náhradu si františkánky za pomoci Ditrichštejnů zakoupily pozemky poblíž Měnínské brány. Měšťanské domy, které se zde nacházely, byly postupně se stavbou areálu zbořeny. Základní kámen kostela byl položen 4. dubna 1651. Stavba probíhala v letech 1651–1653 a do roku 1658 je na staveništi doložen brněnský stavitel Paul Weinberger. K vysvěcení kostela došlo až po dostavění klášterních budov roku 1673 biskupem Karlem II. z Lichtenstejna-Kastelkornu. Po zrušení kláštera roku 1782 v rámci josefinských reforem převzal celý areál řád Voršilek. Ty do podoby kostela zasáhly pouze tak, že nechaly na počátku 19. století celý interiér nově vybavit v barokně-klasicistním stylu dílnou brněnského sochaře Ondřeje Schweigla.
V důsledku ražení kanalizační štoly a kolektoru pod Josefskou ulicí se v letech 1991 a 1992 projevily na kostele první statické poruchy, kvůli nimž byl v roce 1994 uzavřen a jeho interiér odstrojen a neodstranitelné vybavení zabedněno. O rok později bylo zahájeno statické zajištění kostela, postupně byl také opraven krov a střecha. V roce 2009 jej řád voršilek daroval řeckokatolické církvi. Hned po jeho převzetí v lednu 2010 byla zahájena obnova kostela, po jejím dokončení obnovy bude kostel sloužit jak k řeckokatolickým bohoslužbám, tak i k dalším akcím, jako jsou instrumentální či vokální koncerty. Dle projektu z roku 2010 byly předpokládané náklady, vyčísleny na 15,5 milionů Kč. Do 5. října 2014, kdy se v chrámu uskutečnila první řeckokatolická bohoslužba, stála rekonstrukce budovy pět a půl milionů korun. Byla opravena střecha, kostel byl izolován, nově byl vymalován interiér, zavedena elektřina, osvětlení a ozvučení. Zlepšena byla rovněž statika objektu. V následujících letech byla opravena cibulová báň a celé fasádě se v roce 2021 navrátila původní strohá bílá barevnost. Do makovice, ve které byly nalezeny dobové dokumenty, byly uloženy současné. Z výklenků fasády byly odstraněny sochy světic. V interiéru pokračuje restaurování původní umělecké výzdoby. Kostel bývá pravidelně přístupný během bohoslužeb a nepravidelně během Noci kostelů.

### Program záchrany architektonického dědictví
V rámci Programu záchrany architektonického dědictví bylo v letech 1995-2014 na opravu kostela čerpáno 4 570 000 Kč.
| rok    | 2010 | 2011  | 2012 | 2013 | 2014 |
| ------ | ---- | ----- | ---- | ---- | ---- |
| částka | 900  | 1 340 | 830  | 800  | 700  |

## Popis
Jedná se o poměrně strohou raně barokní síňovou stavbu se čtvercovým presbytářem. Západní průčelí s mělkými pilastry má v přízemí obdélná okna. Hlavní vchod má profilované pískovcové ostění s podloženými pilastry s kompozitními hlavicemi. Nad ním se nachází prolomený fronton položený na volutových konzolách s Ditrichštejnskými erby. Portál završuje edikula s volutovými křídly s prolomeným frontonem a křížem. Uvnitř edikuly je zasazen v zaskleném rámu obraz sv. Josefa s Ježíkem. Ve střední etáži se nachází rozměrné segmentové okno s jednoduchou vitráží. Po stranách se nachází nevelké niky s frontonem. Prázdné výklenky osadil ve 20. století sochami sv. Kláry a sv. Anežky České sochař Jaroslav Vaněk. Na zaoblených rozích trojúhelníkového štítu vrcholu stojí dvojice obelisků. Hranolová věž je zakončena cibulovou bání krytou měděným plechem.
Zaklenutí lodi je valené se štukovými pruty ve středu tvořící oddělná zrcadla. V presbytáři je křížová klenba vytažena do hřebínků. Podložené pilastry završuje bohaté římsové kladí. Polokruhové mělké výklenky bočních oltářů jsou rámované pilastry s prolomeným frontonem s medailonem. Mohutná kruchta s chórem jeptišek je podepřena hranolovými pilíři s křížovou klenbou. Okno oratoře zdobí ve frontonu reliéf Zvěstování Panně Marii. Kryptu jeptišek kryje obdélná mramorová deska s dnes již značně sešlapaným nápisem.

### Zařízení

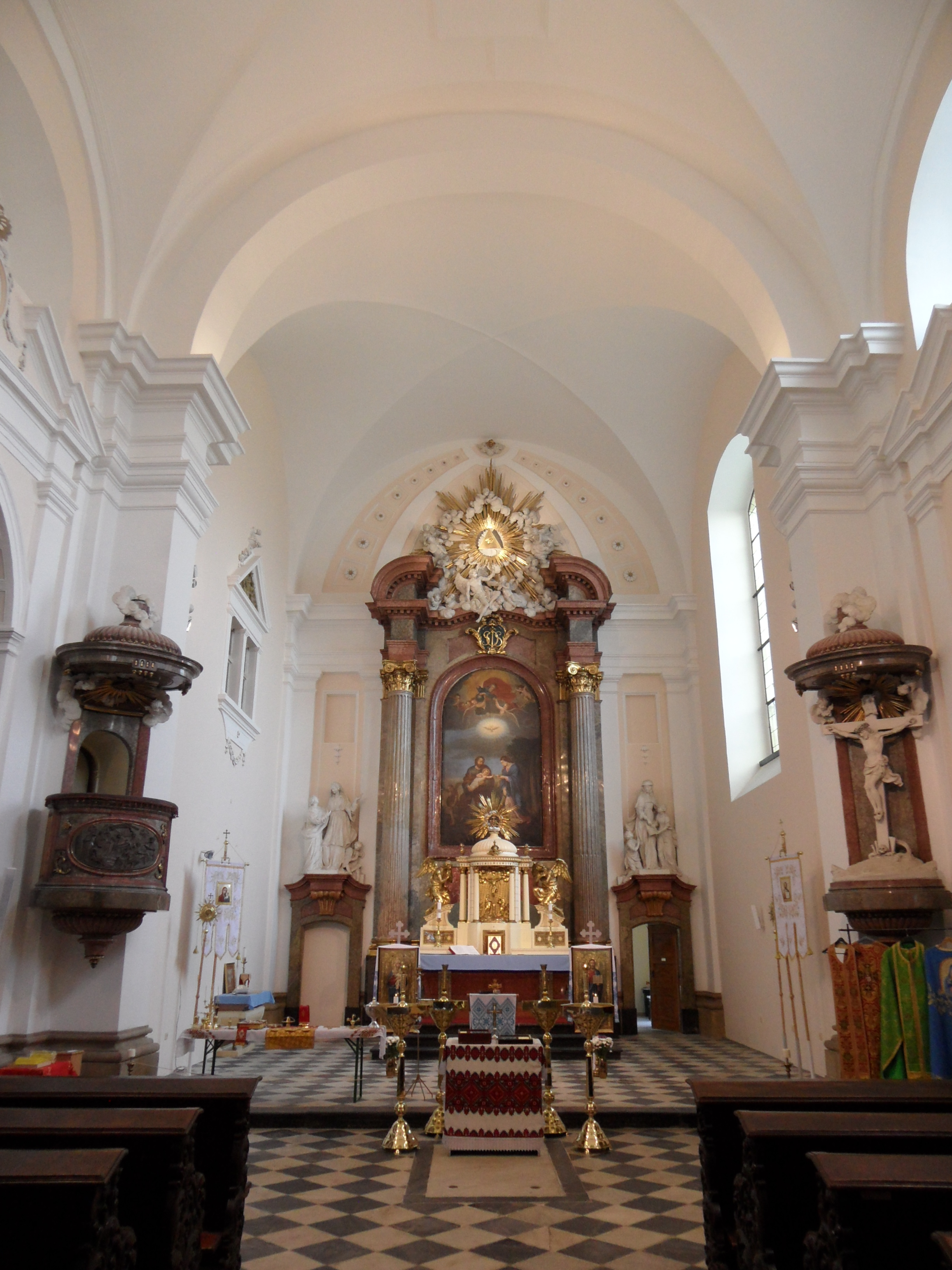
Interiér kostela

Zařízení interiéru z let 1803–1804 je jednotné a pochází z dílny Ondřeje Schweigla, štafírovaní a zlacení bylo svěřeno Vincenci Kutálkovi a malířská plátna na boční oltáře dodal Josef Winterhaldel ml.
Hlavní oltář z roku 1803 (návrh 1802) v podobě zděného retabula s dvojicí kanelovaných sloupů zakončených zlacenými kompozitními hlavicemi je pojat imitací mramoru. Ve středu oltáře se nachází anonymní obraz sv. Rodiny z pol. 19. století. Ten nahradil starší obraz z kostela františkánek. V nástavci je symbol božího oka, kterého obklopují štukoví andělé. Na menze oltáře stojí tabernákl v podobě glorietu se sousoším malé Kalvárie. Svatostánek lemuje dvojice zlacených adorujících andělů. Po stranách oltáře stojí nad vchody do sakristie sousoší sv. Voršily se sv. Kordulou a sousoší sv. Angely Merici s dětmi. Sousoší sv. Voršily bylo vážně poničeno při bombardování kostela roku 1944 a její nynější podoba je výsledkem rekonstrukce podle fotografií.
Zapuštěné boční oltáře z roku 1804 jsou dřevěné a mramorované. Oltář sv. Jana Nepomuckého má obraz světce vzhlížejícího ke Kristu na kříži. Podpíraný je anděly, kteří odkazují na jeho mučednickou smrt a strážce zpovědního tajemství. Po stranách jsou na konzolách štukové sochy sv. Jáchyma a sv. Anny. Obraz je dílem Josefa Winterhaldera ml., sochy Ondřeje Schweigla. Oltář sv. Augustina má anonymní obraz světce z 19. století, kterého po stranách doprovází dvojice Schweiglových soch sv. Karla Boromejského a sv. Františka Saleského. Na predelách byly v minulosti Winterhalderovy obrazy sv. Alžběty a sv. Antonína Paduánského.
Kazatelna má na řečništi reliéf Dvanáctiletého Ježíše v chrámu a na stříšce byla váza. Naproti kazatelně se nachází podobně pojednaná protějšková skulptura ukřižovaného Krista. Obě díla vytvořil rovněž Schweigel v roce 1803. V lodi visí dvojice kasulových obrazů z konce 18. století znázorňující sv. Petra Kanisia s dětmi a Vize sv. Františka z Assisi. Lavice jsou barokní z doby kolem 1700 zdobené akantovými rozvilinami.
Z kostela pochází početný soubor vyšívaných liturgických rouch a textilií vytvořených sestrami v místním klášteře. Tyto a další umělecká díla, která nepatřila do nemovitého vybavení kostela a kláštera byla odvezena do depozitáře řádu sv. Voršily v Praze.
Uspořádání interiéru nebylo narušeno a citlivě přizpůsobeno řeckokatolickému ritu.

### Erby nad vchodem
V tympanonu hlavního vchodu jsou umístěny dva erby Ditrichštejnů – jeden církevní s kloboukem, druhý s insignií Řádu zlatého rouna. Církevní patří olomouckému biskupu Františkovi z Ditrichštejna (1570–1636), druhý jeho synovci Maxmiliánovi z Ditrichštejna (1596–1655). Erby připomínají zakladatele prvního kláštera za hradbami roku 1617 i druhého kláštera ve městě roku 1651.